# J. P. Dutta
Jyoti Prakash Dutta, noto come J. P. Dutta (Mumbai, 3 ottobre 1949), è un regista, produttore cinematografico e sceneggiatore indiano.

## Filmografia

### Regista e sceneggiatore
- Yateem (1988)
- Batwara (1989)
- Hathyar (1989)
- Kshatriya (1993)

### Regista, sceneggiatore e produttore
- Border (1997)
- Refugee (2000)
- LOC Kargil (2003)
- Umrao Jaan (2006)
- Paltan (2018)

### Regista
- Ghulami (1985)

## Premi
- Filmfare Awards
  - 1998: "Best Director" (Border)
- National Film Awards
  - 1998: "Best Feature Film on National Integration" (Border)
- Screen Awards
  - 1998: "Best Director" (Border)